# 11e étape du Tour de France 1999
Pour un article plus général, voir Tour de France 1999.
La 11e étape du Tour de France 1999 s'est déroulée le jeudi 15 juillet 1999. Elle part du Bourg-d'Oisans, et arrive à Saint-Étienne.

## Parcours
Les ascensions de l'étape sont le col de Parménie (Isère) en 2e catégorie (571 m), la côte des Barges en 4e catégorie et le col de la Croix de Chaubouret (Loire) en 2e catégorie (1201 m).

## Classement de l'étape
| \| Classement de l'étape \| Classement de l'étape \| Classement de l'étape \| Classement de l'étape \| Classement de l'étape \| \| Coureur \| Coureur \| Pays \| Équipe \| Temps \| \| --------------------- \| --------------------- \| --------------------- \| ------------------------------ \| --------------------- \| \| 1er \| Ludo Dierckxsens \| Belgique \| Lampre-Daikin \| 4 h 34 min 03 s \| \| 2e \| Dimitri Konyshev \| Russie \| Mercatone Uno-Bianchi \| + 1 min 26 s \| \| 3e \| Alexandre Vinokourov \| Kazakhstan \| Casino \| + 1 min 26 s \| \| 4e \| Wladimir Belli \| Italie \| Festina-Lotus \| + 1 min 28 s \| \| 5e \| Rik Verbrugghe \| Belgique \| Lotto-Mobistar \| + 1 min 33 s \| \| 6e \| Laurent Lefèvre \| France \| Festina-Lotus \| + 3 min 53 s \| \| 7e \| Riccardo Forconi \| Italie \| Mercatone Uno-Bianchi \| + 5 min 07 s \| \| 8e \| Erik Zabel \| Allemagne \| Deutsche Telekom \| + 22 min 18 s \| \| 9e \| Robbie McEwen \| Australie \| Rabobank \| + 22 min 18 s \| \| 10e \| Gianpaolo Mondini \| Italie \| Cantina Tollo-Alexia Alluminio \| + 22 min 18 s \| |                      |            |                                |                 |
| |                      |            |                                |                 |
| |                      |            |                                |                 |
| Classement de l'étape |                      |            |                                |                 |
| Coureur | Coureur              | Pays       | Équipe                         | Temps           |
| 1er | Ludo Dierckxsens     | Belgique   | Lampre-Daikin                  | 4 h 34 min 03 s |
| 2e | Dimitri Konyshev     | Russie     | Mercatone Uno-Bianchi          | + 1 min 26 s    |
| 3e | Alexandre Vinokourov | Kazakhstan | Casino                         | + 1 min 26 s    |
| 4e | Wladimir Belli       | Italie     | Festina-Lotus                  | + 1 min 28 s    |
| 5e | Rik Verbrugghe       | Belgique   | Lotto-Mobistar                 | + 1 min 33 s    |
| 6e | Laurent Lefèvre      | France     | Festina-Lotus                  | + 3 min 53 s    |
| 7e | Riccardo Forconi     | Italie     | Mercatone Uno-Bianchi          | + 5 min 07 s    |
| 8e | Erik Zabel           | Allemagne  | Deutsche Telekom               | + 22 min 18 s   |
| 9e | Robbie McEwen        | Australie  | Rabobank                       | + 22 min 18 s   |
| 10e | Gianpaolo Mondini    | Italie     | Cantina Tollo-Alexia Alluminio | + 22 min 18 s   |

## Classement général
Après cette étape de transition, pas de changement au classement général. Le porteur du maillot jaune l'Américain Lance Armstrong (US Postal Service) conserve bien évidement son maillot de leader. Il devance toujours l'Espagnol Abraham Olano (ONCE-Deutsche Bank) de sept minutes et 42 secondes du leader. et le Suisse Alex Zülle (Banesto) de 7 minutes et 47 secondes.
| \| Classement général \| Classement général \| Classement général \| Classement général \| Classement général \| \| Coureur \| Coureur \| Pays \| Équipe \| Temps \| \| ------------------ \| ------------------ \| ------------------ \| -------------------------------- \| ------------------ \| \| 1er \| Lance Armstrong \| États-Unis \| US Postal Service \| DQ \| \| 2e \| Abraham Olano \| Espagne \| ONCE-Deutsche Bank \| + 7 min 42 s \| \| 3e \| Alex Zülle \| Suisse \| Banesto \| + 7 min 47 s \| \| 4e \| Laurent Dufaux \| Suisse \| Saeco-Cannondale \| + 8 min 07 s \| \| 5e \| Fernando Escartín \| Espagne \| Kelme-Costa Blanca \| + 8 min 53 s \| \| 6e \| Richard Virenque \| France \| Polti \| + 10 min 01 s \| \| 7e \| Pavel Tonkov \| Russie \| Mapei-Quick Step \| + 10 min 18 s \| \| 8e \| Daniele Nardello \| Italie \| Mapei-Quick Step \| + 10 min 56 s \| \| 9e \| Giuseppe Guerini \| Italie \| Deutsche Telekom \| + 10 min 57 s \| \| 10e \| Ángel Casero \| Espagne \| Vitalicio Seguros-Grupo Generali \| + 11 min 11 s \| |                   |            |                                  |               |
| |                   |            |                                  |               |
| |                   |            |                                  |               |
| Classement général |                   |            |                                  |               |
| Coureur | Coureur           | Pays       | Équipe                           | Temps         |
| 1er | Lance Armstrong   | États-Unis | US Postal Service                | DQ            |
| 2e | Abraham Olano     | Espagne    | ONCE-Deutsche Bank               | + 7 min 42 s  |
| 3e | Alex Zülle        | Suisse     | Banesto                          | + 7 min 47 s  |
| 4e | Laurent Dufaux    | Suisse     | Saeco-Cannondale                 | + 8 min 07 s  |
| 5e | Fernando Escartín | Espagne    | Kelme-Costa Blanca               | + 8 min 53 s  |
| 6e | Richard Virenque  | France     | Polti                            | + 10 min 01 s |
| 7e | Pavel Tonkov      | Russie     | Mapei-Quick Step                 | + 10 min 18 s |
| 8e | Daniele Nardello  | Italie     | Mapei-Quick Step                 | + 10 min 56 s |
| 9e | Giuseppe Guerini  | Italie     | Deutsche Telekom                 | + 10 min 57 s |
| 10e | Ángel Casero      | Espagne    | Vitalicio Seguros-Grupo Generali | + 11 min 11 s |

## Classements annexes
| Classement par points | Classement par points | Classement par points | Classement par points | Classement par points |
| Coureur               | Coureur               | Pays                  | Équipe                | Points                |
| --------------------- | --------------------- | --------------------- | --------------------- | --------------------- |
| 1er                   | Stuart O'Grady        | Australie             | Crédit Agricole       | 200 pts               |
| 2e                    | Erik Zabel            | Allemagne             | Deutsche Telekom      | 197 pts               |
| 3e                    | George Hincapie       | États-Unis            | US Postal Service     | 139 pts               |
| 4e                    | Tom Steels            | Belgique              | Mapei-Quick Step      | 135 pts               |
| 5e                    | Christophe Capelle    | France                | BigMat-Auber 93       | 132 pts               |

| Classement par points | Classement par points | Classement par points | Classement par points | Classement par points |
| Coureur               | Coureur               | Pays                  | Équipe                | Points                |
| --------------------- | --------------------- | --------------------- | --------------------- | --------------------- |
| 1er                   | Stuart O'Grady        | Australie             | Crédit Agricole       | 200 pts               |
| 2e                    | Erik Zabel            | Allemagne             | Deutsche Telekom      | 197 pts               |
| 3e                    | George Hincapie       | États-Unis            | US Postal Service     | 139 pts               |
| 4e                    | Tom Steels            | Belgique              | Mapei-Quick Step      | 135 pts               |
| 5e                    | Christophe Capelle    | France                | BigMat-Auber 93       | 132 pts               |

| Classement de la montagne | Classement de la montagne | Classement de la montagne | Classement de la montagne | Classement de la montagne |
| Coureur                   | Coureur                   | Pays                      | Équipe                    | Points                    |
| ------------------------- | ------------------------- | ------------------------- | ------------------------- | ------------------------- |
| 1er                       | Richard Virenque          | France                    | Polti                     | 172 pts                   |
| 2e                        | Lance Armstrong           | États-Unis                | US Postal Service         | DQ                        |
| 3e                        | Dimitri Konyshev          | Russie                    | Mercatone Uno-Bianchi     | 105 pts                   |
| 4e                        | Mariano Piccoli           | Italie                    | Lampre-Daikin             | 100 pts                   |
| 5e                        | José Luis Arrieta         | Espagne                   | Banesto                   | 96 pts                    |

| Classement de la montagne | Classement de la montagne | Classement de la montagne | Classement de la montagne | Classement de la montagne |
| Coureur                   | Coureur                   | Pays                      | Équipe                    | Points                    |
| ------------------------- | ------------------------- | ------------------------- | ------------------------- | ------------------------- |
| 1er                       | Richard Virenque          | France                    | Polti                     | 172 pts                   |
| 2e                        | Lance Armstrong           | États-Unis                | US Postal Service         | DQ                        |
| 3e                        | Dimitri Konyshev          | Russie                    | Mercatone Uno-Bianchi     | 105 pts                   |
| 4e                        | Mariano Piccoli           | Italie                    | Lampre-Daikin             | 100 pts                   |
| 5e                        | José Luis Arrieta         | Espagne                   | Banesto                   | 96 pts                    |

| Classement du meilleur jeune | Classement du meilleur jeune | Classement du meilleur jeune | Classement du meilleur jeune     | Classement du meilleur jeune |
| Coureur                      | Coureur                      | Pays                         | Équipe                           | Temps                        |
| ---------------------------- | ---------------------------- | ---------------------------- | -------------------------------- | ---------------------------- |
| 1er                          | Benoît Salmon                | France                       | Casino                           | 51 h 22 min 58 s             |
| 2e                           | Mario Aerts                  | Belgique                     | Lotto-Mobistar                   | + 5 min 01 s                 |
| 3e                           | Francisco Tomás García       | Espagne                      | Vitalicio Seguros-Grupo Generali | + 24 min 35 s                |
| 4e                           | Francisco Mancebo            | Espagne                      | Banesto                          | + 26 min 00 s                |
| 5e                           | Salvatore Commesso           | Italie                       | Saeco-Cannondale                 | + 32 min 52 s                |

| Classement du meilleur jeune | Classement du meilleur jeune | Classement du meilleur jeune | Classement du meilleur jeune     | Classement du meilleur jeune |
| Coureur                      | Coureur                      | Pays                         | Équipe                           | Temps                        |
| ---------------------------- | ---------------------------- | ---------------------------- | -------------------------------- | ---------------------------- |
| 1er                          | Benoît Salmon                | France                       | Casino                           | 51 h 22 min 58 s             |
| 2e                           | Mario Aerts                  | Belgique                     | Lotto-Mobistar                   | + 5 min 01 s                 |
| 3e                           | Francisco Tomás García       | Espagne                      | Vitalicio Seguros-Grupo Generali | + 24 min 35 s                |
| 4e                           | Francisco Mancebo            | Espagne                      | Banesto                          | + 26 min 00 s                |
| 5e                           | Salvatore Commesso           | Italie                       | Saeco-Cannondale                 | + 32 min 52 s                |

| Classement par équipes | Classement par équipes | Classement par équipes | Classement par équipes |
| Équipe                 | Équipe                 | Pays                   | Temps                  |
| ---------------------- | ---------------------- | ---------------------- | ---------------------- |
| 1re                    | Festina-Lotus          | France                 | 154 h 01 min 46 s      |
| 2e                     | Lotto-Mobistar         | Belgique               | + 12 min 42 s          |
| 3e                     | ONCE-Deutsche Bank     | Espagne                | + 15 min 01 s          |
| 4e                     | Mapei-Quick Step       | Belgique               | + 16 min 02 s          |
| 5e                     | US Postal Service      | États-Unis             | + 20 min 15 s          |

| Classement par équipes | Classement par équipes | Classement par équipes | Classement par équipes |
| Équipe                 | Équipe                 | Pays                   | Temps                  |
| ---------------------- | ---------------------- | ---------------------- | ---------------------- |
| 1re                    | Festina-Lotus          | France                 | 154 h 01 min 46 s      |
| 2e                     | Lotto-Mobistar         | Belgique               | + 12 min 42 s          |
| 3e                     | ONCE-Deutsche Bank     | Espagne                | + 15 min 01 s          |
| 4e                     | Mapei-Quick Step       | Belgique               | + 16 min 02 s          |
| 5e                     | US Postal Service      | États-Unis             | + 20 min 15 s          |